# 1048
| 1048               |
| ------------------ |
| Dødsfald - Fødsler |
|                    |

| Gregoriansk kalender | 1048 MXLVIII            |
| Ab urbe condita      | 1801                    |
| Armensk kalender     | 497 ԹՎ ՆՂԷ              |
| Kinesiske kalender   | 3744 – 3745 丁亥 – 戊子 |
| Etiopisk kalender    | 1040 – 1041             |
| Jødisk kalender      | 4808 – 4809             |
| Hindukalendere       |                         |
| - Vikram Samvat      | 1103 – 1104             |
| - Shaka Samvat       | 970 – 971               |
| - Kali Yuga          | 4149 – 4150             |
| Iransk kalender      | 426 – 427               |
| Islamisk kalender    | 439 – 440               |

Konge i Danmark: Svend 2. Estridsen 1047-1074
Se også 1048 (tal)

## Begivenheder
- Harald Hårderåde plyndrer de danske kyster .